# Liste des familles belges de la noblesse pontificale

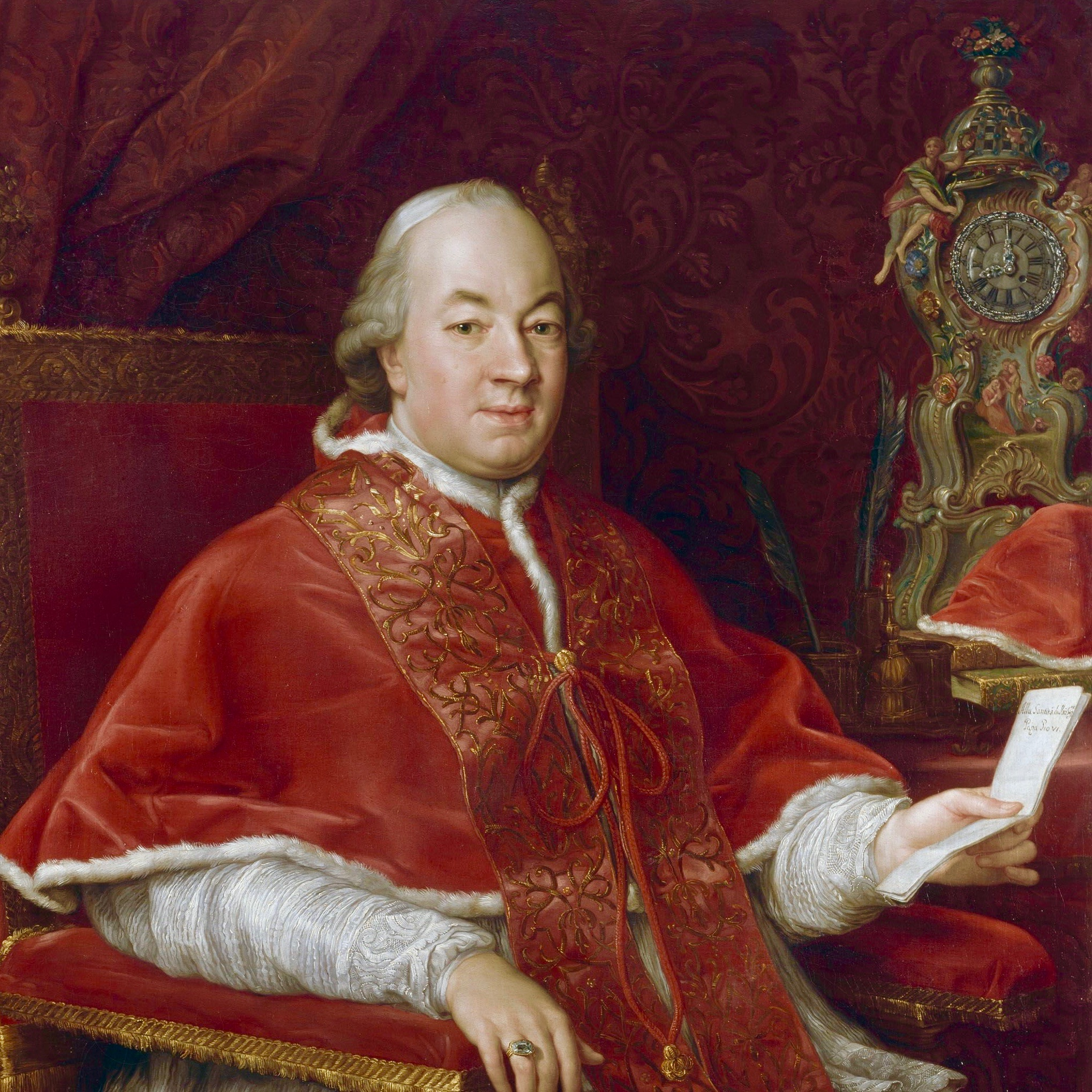
Pape Pie VI

La liste des familles belges de la noblesse pontificale inclut les familles belges ayant été anoblies par bref apostolique par un souverain pontife. L’annexion des États pontificaux en 1870, qui marqua la fin de la souveraineté du pape sur ses États, réalisa l’unité entre l’ancienne noblesse féodale, le patriciat civique et la noblesse qu’ils avaient créée. Depuis que le souverain pontife exerce son autorité sur les États pontificaux au même titre que les souverains laïques, les papes ont exercé un pouvoir temporel et comme tout souverain temporel, ils ont été entourés par une noblesse, par une cour et par une administration.
Privés de leur souveraineté temporelle, les papes n’en continuèrent pas moins à accorder des titres à leurs sujets « catholiques » italiens, français, belges, espagnols… et bien évidemment à ceux des différents États du monde. Il faut distinguer la noblesse des États pontificaux de la noblesse pontificale : la première ne s'accorde qu'à l'intérieur des États du Pape, tandis que la noblesse pontificale s’étend à tous les sujets de l’Église catholique, membres de l’Église en tant que baptisés, à l’extérieur de ce que furent les frontières de l’État pontifical.
Entre 1830 et 1931, un peu plus de 70 personnes reçurent des titres pontificaux héréditaires en Belgique, dont 17 appartenant à 6 familles. Ce sont donc 59 familles distinctes qui reçurent des titres. Depuis 1853, 18 concessions de titres pontificaux ont été suivies de faveurs nobiliaires en Belgique. Une trentaine de titres pontificaux héréditaires subsistent en Belgique.

## Histoire
La noblesse pontificale vise à récompenser les services rendus à l’Église catholique et au pontife par les sujets de l’Église catholique, ces motifs sont: services militaires rendus au Saint-Siège, soutien accordé aux œuvres charitables et aux écoles catholiques, défense des idées religieuses, défense de la doctrine sociale de l’Église, combat politique pour la défense des droits de l’Église, défense des congrégations religieuses, services exceptionnels rendus au Saint-Siège. C’est en général toute une vie au service de l’Église ou des actions au péril de la vie ou de la carrière que sanctionnent ces récompenses. Beaucoup de ces brefs apostoliques précisent que le titre comporte une clause héréditaire, c’est pour rappeler à la descendance et aux yeux de tous les mérites et l’exemple des services qui doivent être perpétués.

## Familles
| Nom                             | Titre | Histoire | Blason |
| ------------------------------- | ----- | --- | ------ |
| - ANCION                        | Comte | ― Vatican, 11 juin 1901, Léon XIII: Attribution du titre papal de comte, transférable par droit d'aînesse, à Jules Ancion (frère de l'ancêtre de la première ligne). Cette subvention, dont seule une mention administrative a été trouvée, n'avait aucune force juridique en Belgique. |        |
| - BÉTHUNE (de)                  | Comte | – Rome, 26 janvier 1866, Pie IX: Attribution du titre papal de comte, transférable par droit d'aînesse, à Félix de Béthune. Cette subvention n'avait aucune force juridique en Belgique. |        |
| - BOIS (du)                     | Comte | – Vatican, 8 avril 1881, Léon XIII: Attribution du titre papal de comte, transférable par droit d'aînesse, à Eugène du Bois. Cette subvention n'avait aucune force juridique en Belgique. |        |
| - CALOEN (van)                  | Comte | – Rome, 14 août 1866, Pie IX: Attribution du titre papal de comte, transférable par droit d'aînesse, au baron Charles van Caloen. Cela n'avait aucune force juridique en Belgique. |        |
| - CAPIAUMONT                    | Comte | ― Rome, 17 décembre 1869, Pie IX: Attribution du titre papal de comte, transférable par droit d'aînesse, à Alexis Capiaumont. Cette subvention n'avait aucune force juridique en Belgique. |        |
| - CASIER                        | Comte | ― Vatican, 12 août 1880, Léon XIII: Octroi du titre papal de baron, transférable par droit d'aînesse, à Jean-Auguste Casier. Cette subvention n'avait aucune force juridique en Belgique. ― Vatican, 6 juin 1882, Léon XIII: Attribution du titre papal de comte, transférable par droit d'aînesse, à Victor Casier. Cette subvention n'avait aucune force juridique en Belgique. ― Vatican, 6 juin 1882, Léon XIII: Attribution du titre papal de comte, transférable par droit d'aînesse, à Amand Casier. Cela n'avait aucune force juridique en Belgique. |        |
| - CAVENS                        | Comte | – Vatican, 8 juillet 1890, Léon XIII: Attribution du titre personnel papal de comte à Jean Cavens, ainsi qu'à son frère Louis. Cela n'avait aucune force juridique en Belgique. |        |
| - ERNST de BUNSWYCK             | Baron | – Vatican, 6 août 1875, Pie IX: Remise du titre papal de baron, transférable par droit d'aînesse, à Léopold-Jean Ernst. Cette subvention, dont seule une mention administrative a été trouvée, n'avait aucune force juridique en Belgique. |        |
| - GHELLINCK d'ELSEGHEM (de)     | Comte | – Rome, 23 juillet 1864, Pie IX: Attribution du titre papal de comte, transférable par droit d'aînesse, au chevalier Ernest de Ghellinck d'Elseghem. Cette subvention n'avait aucune force juridique en Belgique. |        |
| - GLÉNISSON                     | Comte | – Vatican, 27 janvier 1902, Léon XIII: Remise du titre papal de comte, transférable par droit d'aînesse, à Édouard Glénisson. Cette subvention n'avait aucune force juridique en Belgique. – Vatican, 12 septembre 1902, Léon XIII: Don d'armes à Édouard Glénisson. Cette subvention n'avait aucune force juridique en Belgique. |        |
| - GOETHALS de MUDE de NIEUWLAND | Comte | – Rome, 10 septembre 1830, Pie VIII: Attribution du titre papal (personnel) de comte à l'écuyer François Goethals. Cette subvention n'avait aucune force juridique dans le royaume des Pays-Bas ni en Belgique. |        |
| - GRELLE (le)                   | Comte | – Rome, 7 septembre 1852, Pie IX: Attribution du décompte du titre papal, transférable à tous les descendants portant le nom, à Gérard le Grelle. Cette subvention n'avait aucune force juridique en Belgique. Autorisation de porter le titre en Belgique par ordre de primogéniture masculine (10 août 1953), puis par tous les descendants (8 février 1871). |        |
| - HEMPTINNE (de)                | Comte | ― Vatican, 28 octobre 1873, Pie IX: Remise du titre papal de comte, transférable par droit d'aînesse, à Joseph de Hemptinne (frère de Charles, mentionné sous 3). Cette subvention n'avait aucune force juridique en Belgique. ― Vatican, 13 juillet 1883, Léon XIII: Extension à son deuxième fils, Paul, du titre papal de comte de Joseph de Hemptinne (susmentionné), et attribution du titre papal personnel de comte à ses deux plus jeunes fils Joseph et Jean. Paul de Hemptinne, à son tour, transférera le titre papal par droit d'aînesse. Cette subvention n'avait aucune force juridique en Belgique. |        |
| - HOUTART                       | Baron | – Vatican, 28 janvier 1871, Pie IX: Attribution du titre papal de baron, transférable par droit d'aînesse, à Jules Houtart. Cette subvention n'avait aucune force juridique en Belgique. |        |
| LEJEUNE de SCHIERVEL            | Comte | - Vatican, 21 mars 1890, pape Léon XIII: Concession du titre (par primogéniture masculine) de comte pontifical en faveur de Jean-André Lejeune. - Bruxelles, 12 janvier 1891, roi Léopold II de Belgique: Adjonction du nom «de Schiervel» en faveur de Jean Lejeune. - Bruxelles, 20 mai 1892, roi Léopold II de Belgique: Concession de noblesse en faveur de Jean Lejeune de Schiervel. - Bruxelles, 9 juillet 1984, roi Baudouin de Belgique: Concession du titre (par primogéniture masculine) de baron en faveur de François-Xavier Lejeune de Schiervel. |        |
| LOËN d'ENSCHEDÉ (de)            | Comte | - Vienne, 5 mars 1757, impératrice Marie-Thérèse d'Autriche: Concession du titre (par primogéniture masculine) de baron en faveur de Paul-François de Loën d'Enschedé, seigneur de Bunsbeek. - La Haye, 5 mars 1816, roi Guillaume Ier des Pays-Bas: Reconnaissance du titre (par primogéniture masculine) de baron en faveur de Jean-Chrétien de Loën. - La Haye, 14 avril 1816, roi Guillaume Ier des Pays-Bas: Reconnaissance du titre (héréditaire) de baron en faveur de Joseph-Benoît de Loën d'Enschedé. - La Haye, 14 avril 1816, roi Guillaume Ier des Pays-Bas: Reconnaissance du titre (héréditaire) de baron en faveur de Ludovicus-Josephus de Loën d'Enschedé. - Bruxelles, 20 novembre 1816, roi Guillaume Ier des Pays-Bas: Reconnaissance du titre (héréditaire) de baron en faveur de François-Joseph de Loën d'Enschedé. - Vatican, 22 mars 1861, pape Pie IX: Concession du titre (héréditaire) de comte pontifical en faveur de Ferdinand-Antoine de Loën d'Enschedé. |        |
| MAERE (de)                      | Comte | - La Haye, 7 août 1842, roi Guillaume II des Pays-Bas: Concession de noblesse en faveur de Charles de Maere. - Bruxelles, 31 janvier 1867, roi Léopold II de Belgique: Concession de noblesse en faveur de Émile-François de Maere. - Bruxelles, 31 janvier 1867, roi Léopold II de Belgique: Concession de noblesse en faveur de Camille-Charles de Maere. - Bruxelles, 1er septembre 1871, roi Léopold II de Belgique: Concession du titre (par primogéniture masculine) de baron en faveur de Charles de Maere. - Bruxelles, 16 mars 1896, roi Léopold II de Belgique: Concession du titre (par primogéniture masculine) de baron en faveur de Maximilien-Jule de Maere. - Bruxelles, 30 janvier 1897, roi Léopold II de Belgique: Adjonction du nom «d'Aertrycke» en faveur du baron Camille de Maere. - Vatican, 16 février 1903, pape Léon XIII: Concession du titre (personnel) de comte pontifical en faveur de Caroline-Cécile de Maere, veuve de Jules-Xavier de Maere. - Bruxelles, 23 décembre 1906, roi Léopold II de Belgique: Concession du titre (personnel) de baronne en faveur de Caroline-Cécile de Maere. - Bruxelles, 29 octobre 1928, roi Albert Ier de Belgique: Autorisation de porter le titre (par primogéniture masculine) de baron en même temps que son père en faveur de Baudouin-Antoine de Maere d'Aertrycke. |        |
| MICHOTTE de WELLE               | Comte | - Vatican, 16 juillet 1892, pape Léon XIII: Concession du titre (par primogéniture masculine) de comte pontifical en faveur de Maurice Michotte de Welle. - Bruxelles, 23 février 1925, roi Albert Ier de Belgique: Concession de noblesse et du titre (par primogéniture masculine) de baron en faveur de Maurice Michotte de Welle. |        |
| MORETUS PLANTIN de BOUCHOUT     | Comte | - Madrid, 1er septembre 1692, roi Charles II d'Espagne: Reconnaissance de noblesse en faveur de Balthazar Moretus. - La Haye, 26 avril 1816, roi Guillaume Ier des Pays-Bas: Reconnaissance de noblesse en faveur de Jean-Paul Moretus. - La Haye, 10 juillet 1822, roi Guillaume Ier des Pays-Bas: Reconnaissance de noblesse en faveur de Albertus-Franciscus Moretus. - La Haye, 10 juillet 1822, roi Guillaume Ier des Pays-Bas: Reconnaissance de noblesse en faveur de Ferdinandus-Henricus Moretus. - La Haye, 10 juillet 1822, roi Guillaume Ier des Pays-Bas: Reconnaissance de noblesse en faveur de Constantinus-Josephus Moretus. - La Haye, 10 juillet 1822, roi Guillaume Ier des Pays-Bas: Reconnaissance de noblesse en faveur de Paulus-Franciscus Moretus. - Vatican, 29 janvier 1886, pape Léon XIII: Concession du titre (par primogéniture masculine) de comte en faveur de Louis-Marie Moretus. - Bruxelles, 15 août 1906, roi Léopold II de Belgique: Concession du titre (par primogéniture masculine) de comte en faveur de Charles-Jules Moretus. - Ostende, 30 juin 1912, roi Albert Ier de Belgique: Concession du titre (par primogéniture masculine) de comte en faveur de Oswald-Ferdinand Moretus. - Bruxelles, 30 août 1921, roi Albert Ier de Belgique: Adjonction du nom «Plantin» en faveur du comte Oswald-Ferdinand Moretus. - Bruxelles, 30 août 1921, roi Albert Ier de Belgique: Adjonction du nom «Plantin» en faveur du comte Charles Moretus. - Bruxelles, 25 janvier 1934, roi Albert Ier de Belgique: Adjonction du nom «de Bouchout» en faveur du comte Oswald-Ferdinand Moretus Plantin. - Bruxelles, 10 juillet 1934, roi Léopold III de Belgique: Concession du titre (par primogéniture masculine) de comte pontifical en faveur de Aloïs-de-Gonzague Moretus Plantin de Bouchout. |        |
| MÛELENAERE (de)                 | Comte | - Rome, 15 avril 1836, pape Grégoire XVI: Concession du titre (héréditaire) de comte pontifical en faveur de Félix-Amand de Mûelenaere. - Bruxelles, 19 mai 1836, roi Léopold Ier de Belgique: Homologation en Belgique du titre (par primogéniture masculine) de comte en faveur de Félix-Amand de Mûelenaere. - Bruxelles, 5 décembre 1871, roi Léopold II de Belgique: Concession de noblesse et du titre (héréditaire) de comte en faveur de Gustave-Adolphe de Mûelenaere. |        |
| PIGAULT de BEAUPRÉ              | Comte | - Rome, 29 juillet 1870, pape Pie IX: Concession du titre (par primogéniture masculine) de comte en faveur de Louis Pigault de Beaupré. - Bruxelles, 28 mai 1971, roi Baudouin de Belgique: Concession de noblesse et du titre (par primogéniture masculine) de chevalier en faveur de Louis-Samuel Pigault de Beaupré. |        |
| PUT (van de)                    | Comte | - Vatican, 30 juillet 1921, pape Benoît XV: Concession du titre (par primogéniture masculine) de comte pontifical en faveur de Louis-Jean van de Put. - Bruxelles, 17 mars 1927, roi Albert Ier de Belgique: Concession de noblesse et du titre (par primogéniture masculine) de baron en faveur de Louis van de Put. |        |
| RAMAIX (de)                     | Comte | - Vatican, 23 avril 1880, pape Léon XIII: Concession du titre (par primogéniture masculine) de comte pontifical en faveur de Maurice-Paul de Ramaix. - Bruxelles, 24 mai 1888, roi Léopold II de Belgique: Concession de noblesse en faveur de Maurice de Ramaix. |        |
| - STEEN de JEHAY (van den)      | Comte | ― Rome, 22 mai 1846, Grégoire XVI: Remise du titre papal et du titre respectif ou comtesse et augmentation des armes (clés papales) à Marie-Charlotte Grumsel d'Emale, veuve du baron Amand van den Steen de Jehay (précité), envoyé extraordinaire et ministre plénipotentiaire auprès du Saint-Siège, ainsi que pour leurs descendants qui portent le nom. Ce diplôme n'avait aucune valeur légale en Belgique, |        |
| STIÉNON du PRÉ                  | Comte | - Vatican, 10 mars 1874, pape Pie IX: Concession du titre (par primogéniture masculine) de comte pontifical en faveur de Jules-Jean Stiénon. - Bruxelles, 5 octobre 1877, roi Léopold II de Belgique: Adjonction du nom «du Pré» en faveur de Jules Stiénon. - Bruxelles, 9 octobre 1886, roi Léopold II de Belgique: Concession de noblesse en faveur de Jules Stiénon du Pré. - Wiesbaden, 22 mai 1908, roi Léopold II de Belgique: Concession du titre (par primogéniture masculine) de baron en faveur de Alphonse-Marie Stiénon du Pré. |        |
| - THIBAULT de BOESINGHE (de)    | Comte | – Vatican, 26 mars 1895, Léon XIII: Attribution du titre papal de comte, transférable par droit d'aînesse, à Alphonse de Thibault de Boesinghe. Cette subvention n'avait aucune force juridique en Belgique. |        |
| - VEREMEULEN de MIANOYE         | Comte | – Vatican, 11 janvier 1881, Léon XIII: Remise du décompte des titres papaux, transférable par première naissance, à l'Esquire Alfred Vermeulen de Mianoye. Cette subvention n'avait aucune force juridique en Belgique. |        |

## Pour approfondir